# Юрченко, Борис Александрович
Борис Александрович Юрченко (24 июня 1936, Ленинград — 30 апреля 1996) — советский киноактёр.

## Биография
Борис Александрович Юрченко родился 24 июня 1936 года в Ленинграде. В 1939 году семья переехала в город Злынка (Брянская область).
Ещё в 1952 году, будучи 16-летним юношей, Юрченко уехал работать электромонтажником на Каховскую ГЭС, где проработал несколько лет с перерывом на службу в Советской Армии (1955—1957).
В 1963 году Борис Юрченко окончил актёрский факультет ВГИКа (мастерская Михаила Ильича Ромма) и был принят в театр-студию киноактёра, где работал до 1972 года. После этого работал по договорам.
Дебют в кинематографе состоялся, когда Юрченко учился на втором курсе ВГИКа, когда он сыграл небольшую роль в фильме Максима Руфа «Ссора в Лукашах». Как правило играл в амплуа человека из народа, простых советских людей.
Умер 30 апреля 1996 года в Москве. Похоронен в ближнем Подмосковье на Домодедовском кладбище (уч. 103).

## Семья
Отец — Александр Спиридонович Юрченко, рабочий, погиб в 1945 году на фронтах Великой Отечественной войны.
Мать — Феодосья Григорьевна Юрченко, домохозяйка.
Дважды был женат. Оба брака закончились разводом.
Первая жена — Валентина Зелезнева, работала художницей Киностудии научно-популярных фильмов.
Вторая жена — Тамара Павловна Юрченко, ассистент режиссера дубляжа Киностудии имени Горького.
- Дочь — Марина (род. 1969)

## Фильмография
1. 1959 — Ссора в Лукашах — Вася Сучков, тракторист
2. 1960 — Простая история — Виктор
3. 1960 — Когда деревья были большими — Фёдор, односельчанин (нет в титрах)
4. 1961 — Наш общий друг — Володя Лукьянюк, молоковоз, ухажер Лизы
5. 1962 — Бей, барабан! — Терещенко, милиционер
6. 1963 — Непридуманная история — рабочий
7. 1963 — У твоего порога — Михаил Васильевич Прохоренко, старший сержант
8. 1963 — Три часа дороги — вертолётчик
9. 1964 — Большая руда — Федька, водитель
10. 1964 — Живые и мёртвые — старшина Ковальчук, вынесший знамя из боя
11. 1964 — Зачарованная Десна — дьяк Лука
12. 1964 — Непрошенная любовь — Федор Бойцов, станичный парень
13. 1964 — Остров Колдун — Степан Новоселов, матрос, жених Глафиры
14. 1965 — Время, вперёд! — Филонов, секретарь партийной ячейки
15. 1965 — Двадцать лет спустя — разводящий
16. 1965 — Пакет — Василий Зыков, солдат белой армии
17. 1966 — Крылья — Синицын
18. 1967 — Места тут тихие — Глебик, лётчик
19. 1967 — Не самый удачный день — обвиняемый
20. 1967 — Пароль не нужен — красноармеец
21. 1967 — Прямая линия — Лёша
22. 1967 — Три дня Виктора Чернышёва — боец
23. 1967 — Путь в «Сатурн» — Черненко, диверсант
24. 1968 — Конец «Сатурна» — Черненко, диверсант
25. 1968 — Журавушка — водитель
26. 1968 — Золотые часы — начальник пикета милиции
27. 1968 — Люди как реки — муж Галины
28. 1968 — Ошибка резидента — Зудов-«Боцман»
29. 1968 — Это было в разведке —  разведчик, прикрывавший отход
30. 1969 — Адъютант его превосходительства — чекист
31. 1969 — Белый флюгер — контрреволюционер
32. 1969 — Главный свидетель — Герасим Копылов
33. 1969 — Свой — конвоир в тюрьме
34. 1969 — Та самая ночь — Кочубей
35. 1970 — В Москве проездом… — писатель
36. 1970 — О друзьях-товарищах — Саня Плавун, стажёр-чекист
37. 1970 — Руины стреляют… — худой повар
38. 1970 — Обратной дороги нет — Степан
39. 1970 — Сохранившие огонь — красноармеец на станции
40. 1971 — Достояние республики — отец Николай
41. 1971 — Пропажа свидетеля — Михаил Балабин
42. 1971 — Седьмое небо — Пашка
43. 1971 — Смертный враг — Федот
44. 1971 — Тени исчезают в полдень — уполномоченный
45. 1971 — Телеграмма — продавец ёлок
46. 1972 — Красно солнышко — дядя Гриша
47. 1972 — Меченый атом — проводник
48. 1972 — Семнадцатый трансатлантический — помощник Птахова
49. 1973 — Высокое звание (1-я серия «Я, Шаповалов Т. П.») — брат
50. 1973 — Мачеха — житель посёлка
51. 1973 — Старая крепость — Марущак
52. 1973 — Твой первый час — Саша
53. 1973 — Цемент — Савчук
54. 1973 — Товарищ бригада — Думин
55. 1974 — Самый жаркий месяц — Фёдор
56. 1974 — Фронт без флангов — Юрченко, боец, разведчик
57. 1976 — Преступление — Дегтярев
58. 1977 — Пыль под солнцем — эпизод
59. 1977 — Фронт за линией фронта — Юрченко
60. 1978 — Обман
61. 1980 — Гражданин Лёшка — Панов
62. 1980 — Крах операции «Террор» — эпизод
63. 1980 — «Мерседес» уходит от погони — Компаниец
64. 1980 — Расследование — Лаптев
65. 1980 — Линия жизни
66. 1981 — Полесская хроника (1-й фильм)
67. 1981 — Затишье — кучер
68. 1983 — Петля — Дмитрий Фоменко
69. 1985 — Багратион — русский солдат
70. 1985 — Завещание — солдат
71. 1986 — Певучая Россия — эпизод
72. 1986 — Первый парень — водитель автобуса
73. 1987 — Без солнца — Кривой Зоб
74. 1987 — Время летать — Серёдкин
75. 1988 — Серая мышь — Кандауров
76. 1988 — За всё заплачено — эпизод
77. 1989 — Авария — дочь мента — рабочий-металлист
78. 1989 — Беспредел — «Артист»
79. 1989 — Женщины, которым повезло — колхозник
80. 1990 — Самоубийца — эпизод
81. 1991 — Ночные забавы — грузчик в аэропорту
82. 1996 — Ермак — Мамыка